# Má Vlast
Ma patrie
Pour les articles homonymes, voir Patrie (homonymie).
Ma patrie (en tchèque : Má Vlast [maː vlast]) est un cycle de six poèmes symphoniques composé entre 1874 et 1879 par le compositeur tchèque Bedřich Smetana (1824-1884) en référence au mythe fondateur patriotique de sa patrie, la Bohême (actuelle République tchèque).
Le deuxième poème, La Moldau ou Vltava en tchèque, est l'un des plus célèbres de son œuvre et de la musique tchèque.
La première exécution complète des six poèmes a lieu le 5 novembre 1882 au Palais Žofín de Prague sous la direction d'Adolf Čech. La Moldau est interprétée au printemps tous les 12 mai, jour anniversaire de la disparition du compositeur, en ouverture du Festival du Printemps de Prague.

## Histoire
Âgé de 50 ans en 1874, devenu totalement sourd du fait de la syphilis, Bedřich Smetana se consacre alors exclusivement à la composition, et compose entre autres durant 5 ans jusqu'en 1879 ce célèbre cycle de six poèmes symphoniques Ma patrie où, fidèle à ses convictions patriotiques, il évoque les mythes fondateurs épiques slaves (de l'historien Cosmas de Prague du XIIe siècle), les paysages et légendes merveilleuses de son pays, la Bohême, et l'histoire de Prague, sa capitale.

### Vyšehrad
- Durée : environ 14 minutes. Composé entre la fin septembre et le 18 novembre 1874, et créé le 14 mars 1875.

Vyšehrad (le haut château-fort de la Vieille Ville de Prague, siège de la cour des premiers rois de Bohême) est le nom d'une colline dominant la rivière Vltava (Moldau en allemand), actuel quartier de Prague où, selon la légende du mythe fondateur, la ville de Prague et la dynastie Přemyslides des rois de Bohême furent fondées par Krok, Libuše, et Přemysl le laboureur, durant l'empire carolingien au VIIIe siècle, sur la rive droite de la Vltava, au cœur d'une épaisse forêt vierge (histoire de Prague).

Thème
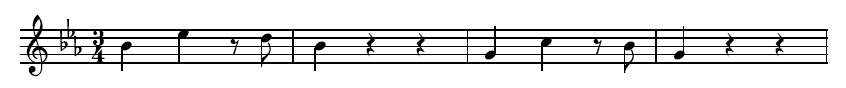

Le thème principal est exposé à la harpe, instrument de Loumir (barde médiéval de la cour). Puis le compositeur raconte le développement du château fort, ses combats chevaleresques, et sa ruine finale. Bedřich Smetana repose au cimetière de Vyšehrad de ce château fort, à proximité du musée Bedřich Smetana, avec quelques-unes des personnalités les plus célèbres de l'histoire de la République tchèque.

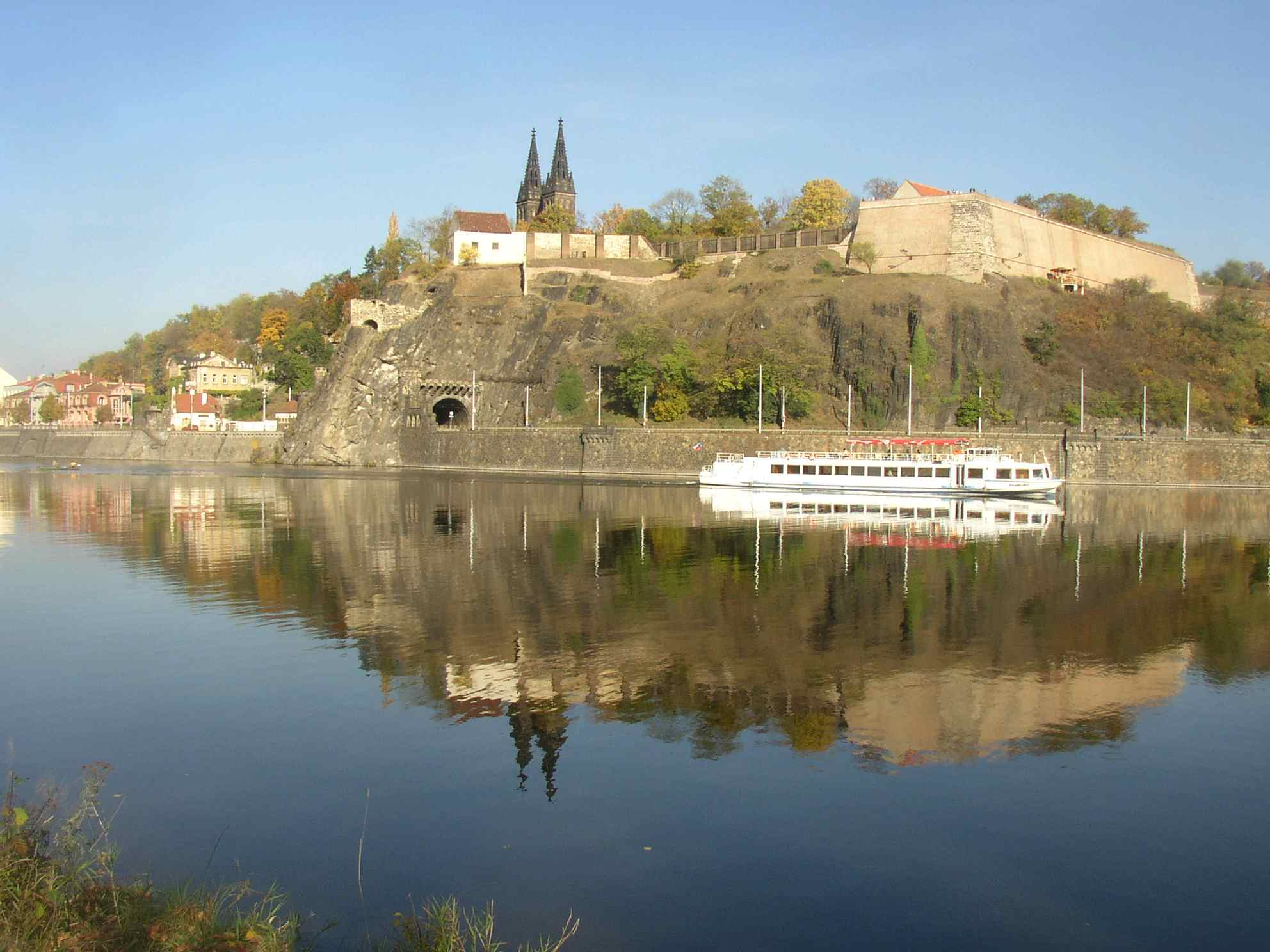
Château fort du Xe siècle de Vyšehrad, sur la rivière Vltava
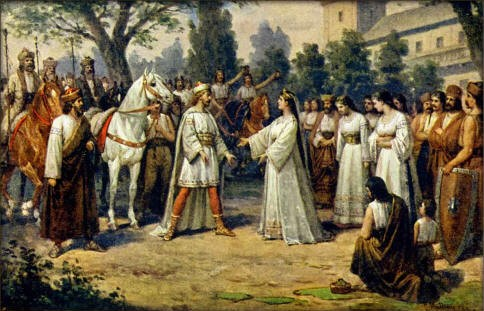
Mythe fondateur de Prague par Krok, Libuše, et Přemysl le laboureur au VIIIe siècle

### Vltava, ou La Moldau
- Durée : environ 12 minutes. Composé entre le 20 novembre et le 18 décembre 1874

Vltava (prononcer veltava, ou die Moldau, La Moldau, en allemand) est le poème symphonique le plus célèbre du cycle. Vltava est le nom de la rivière qui traverse Prague et une grande partie de la Bohême, avant de rejoindre l'Elbe dont elle est un affluent. Après une évocation des deux sources qui forment la Vltava, le thème principal apparaît :
Suivent ensuite des tableaux évoquant les bois, les danses paysannes sur des rythmes de polkas slaves, danses folkloriques traditionnelles de Bohême, et les nuits magiques de Bohême. L'agitation de l'orchestre reflète les chaos géologiques que traverse la rivière, avant son arrivée majestueuse à Prague, et son passage devant Vyšehrad, dont le thème est cité.

Prague sur la rivière Vltava (ou Moldau)
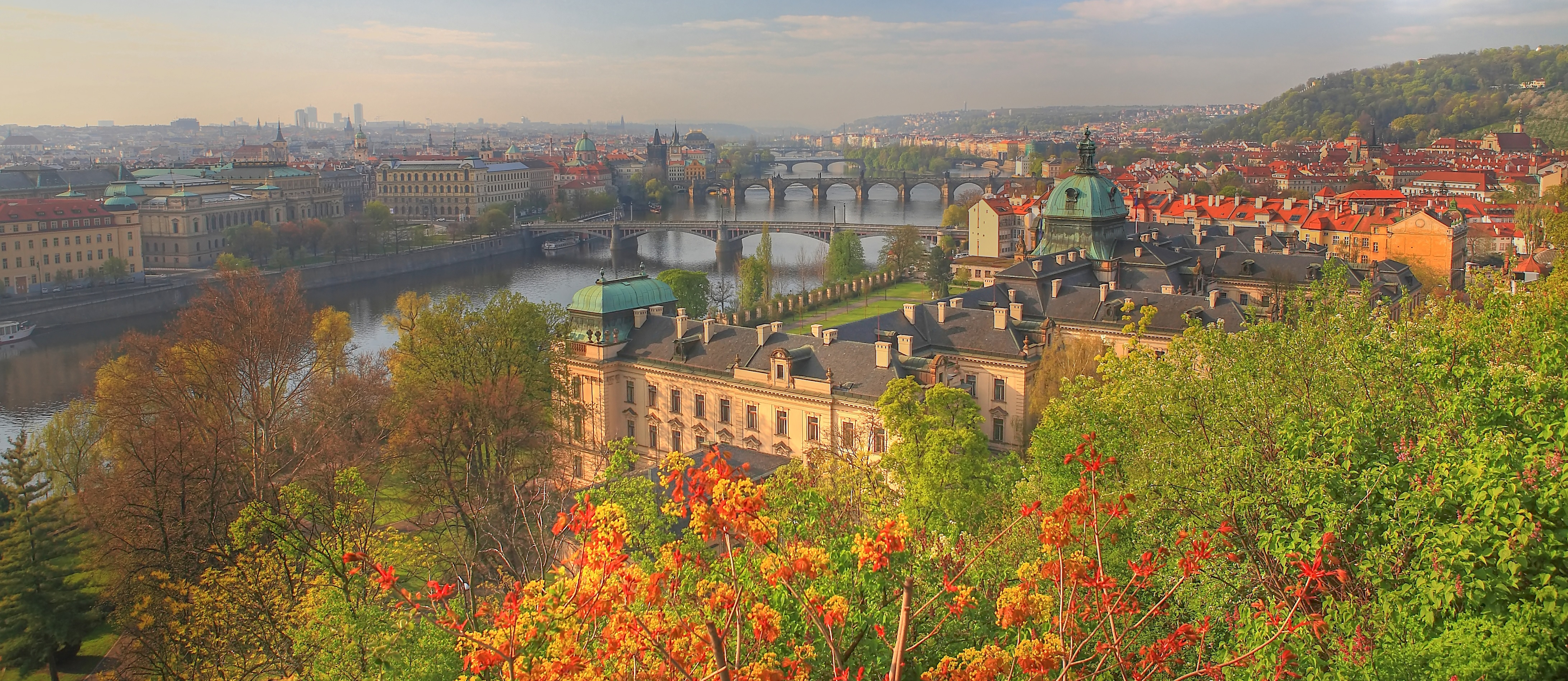
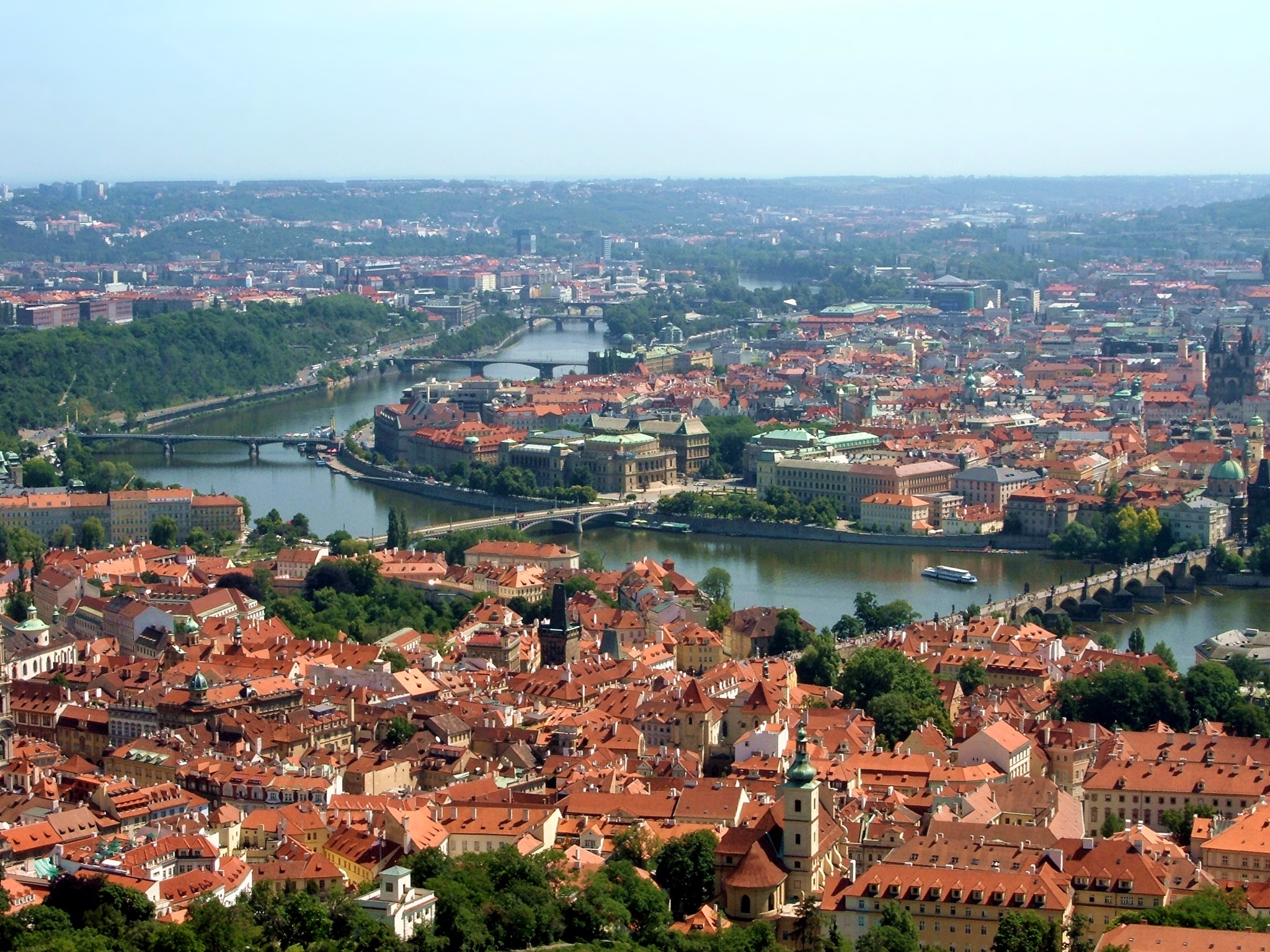
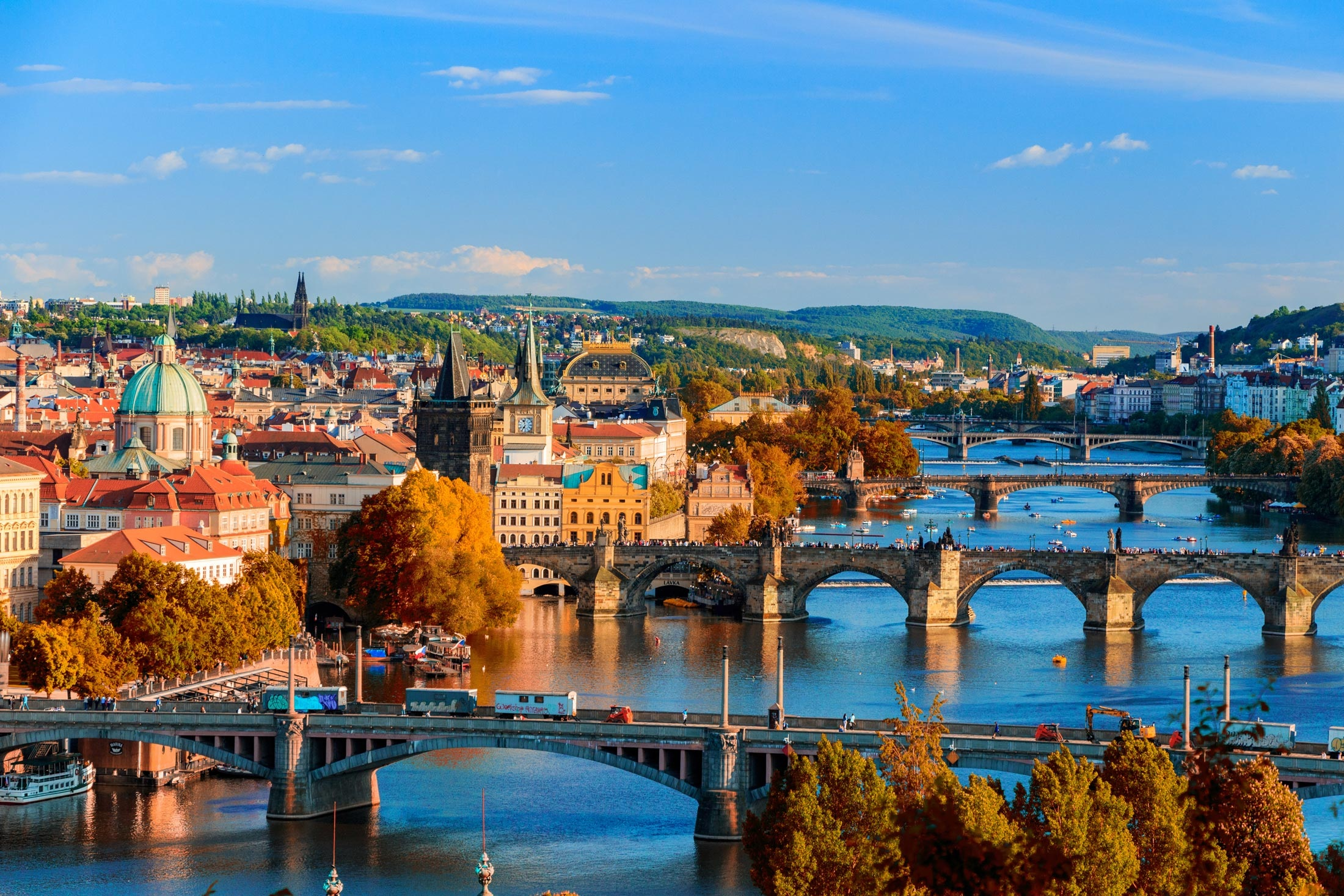
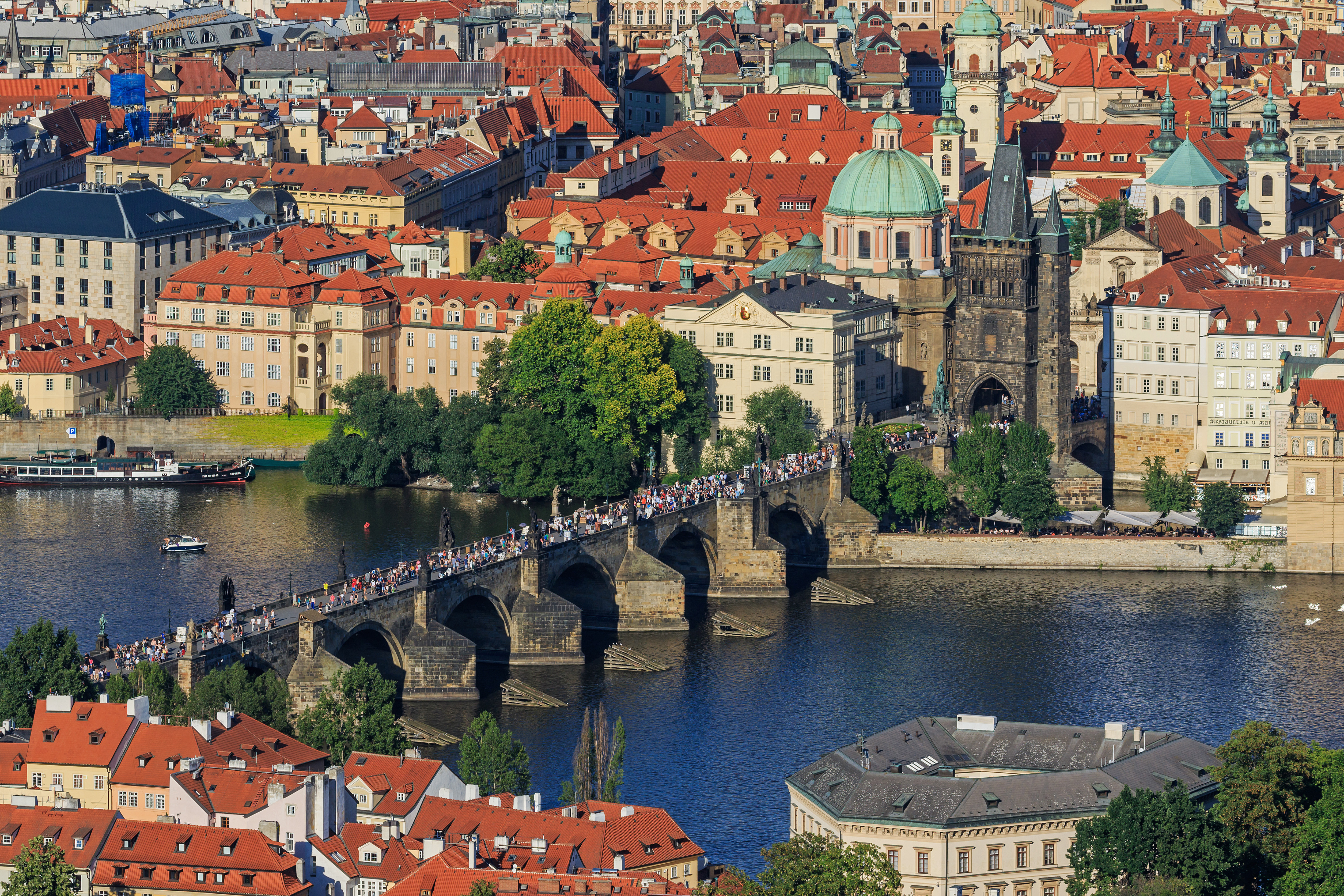
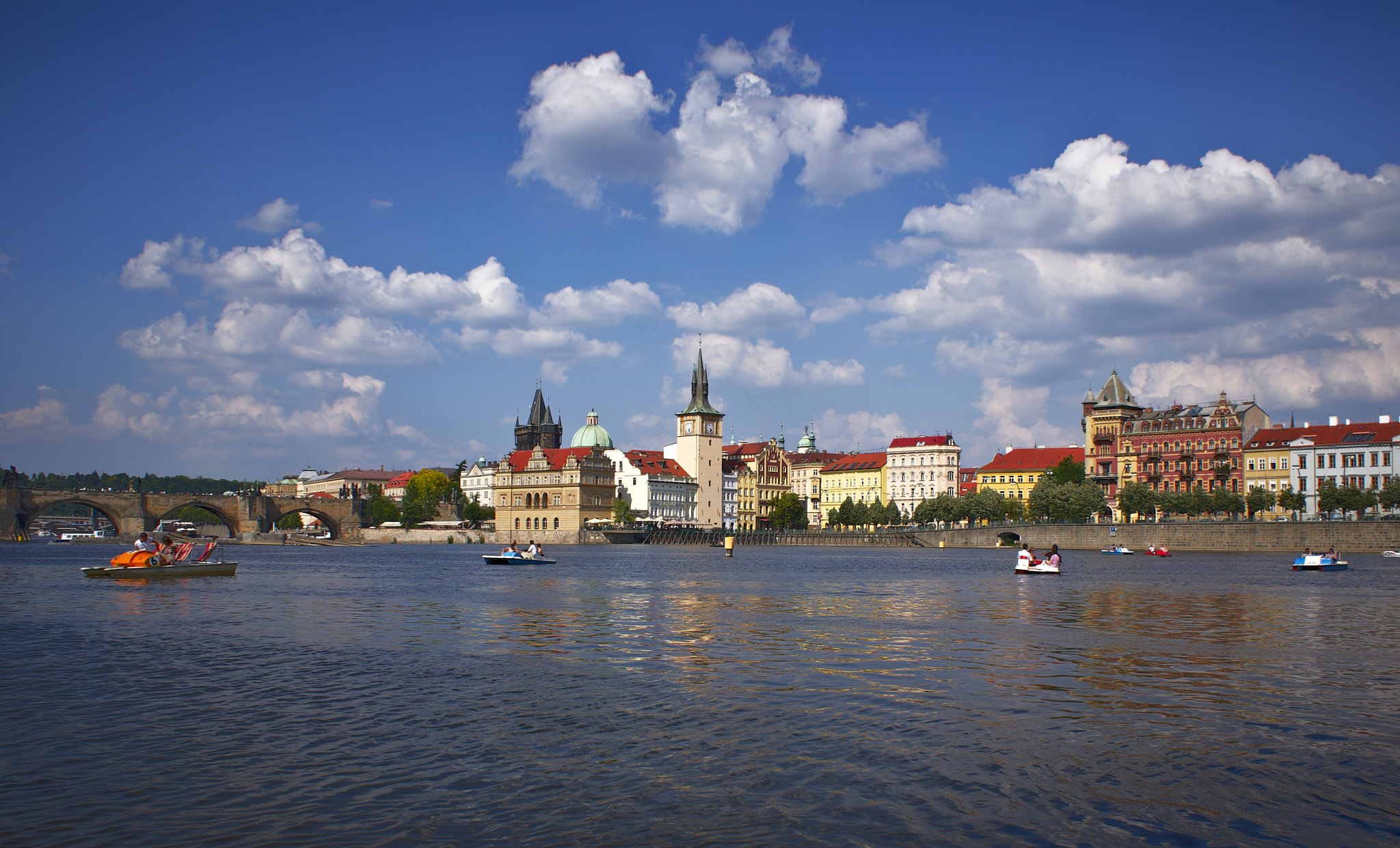

Le thème principal de cette œuvre se rapproche de beaucoup d'autres musiques européennes, comme le morceau tchèque Kočka leze dírou (cs), le chant juif Hatikvah ("L'Espoir" en hébreu) qui deviendra en 1948 l'hymne national de l'État d'Israël, et bien d'autres œuvres musicales. L'origine commune de ces musiques est en fait la chanson italienne de la Renaissance La Mantovana, dont l'air s'est répandu dans toute l'Europe.

### Šárka
- Durée : environ 10 minutes. Achevé le 20 février 1875, et créé le 17 mars 1877.

Šárka la guerrière (figure centrale de l'ancienne légende tchèque de « la guerre des Demoiselles » de Cosmas de Prague (The Maidens' War (en)) est une héroïne tchèque qui jure de venger l'assassinat de la reine Libuše par le prince Ctirad, avec son armée de guerrières. Elle se fait attacher à un arbre et se fait passer par ruse pour une prisonnière des femmes rebelles. Elle est délivrée par le prince Ctirad qui tombe amoureux d'elle, la relâche et l'épouse. Elle enivre alors tous les hommes du prince à l'hydromel au cours d'une fête orgiaque, puis sonne un signal avec son cor à ses guerrières pour faire massacrer tous les assassins endormis.

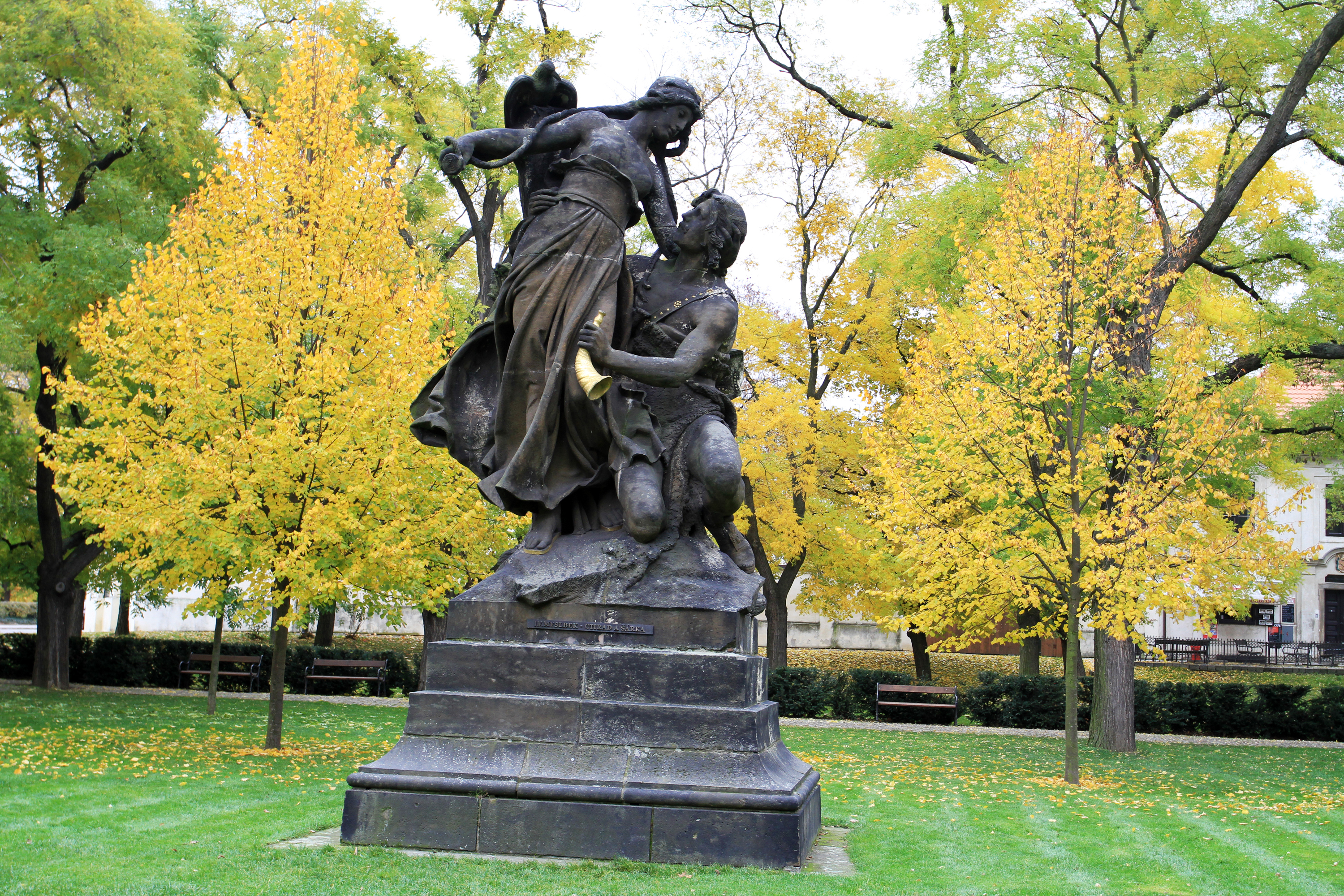
Šárka la guerrière, et le prince Ctirad, sculpture de Josef Václav Myslbek (1881) à Vyšehrad
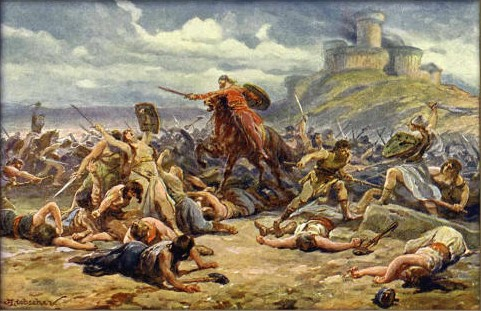
Šárka la guerrière, et le prince Ctirad par Adolf Liebscher (en)
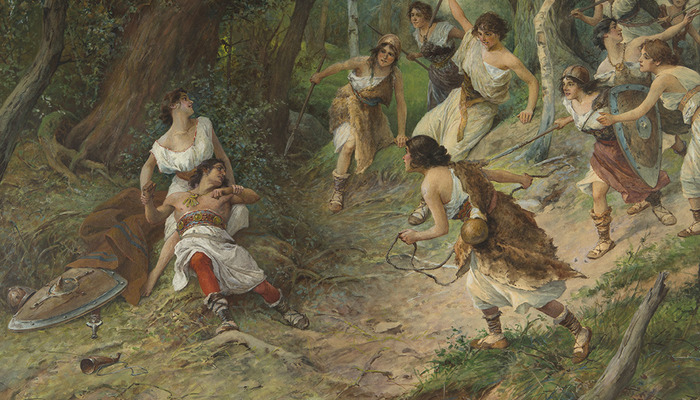
Šárka la guerrière, et le prince Ctirad par Věnceslav Černý

### Z českých luhů a hájů

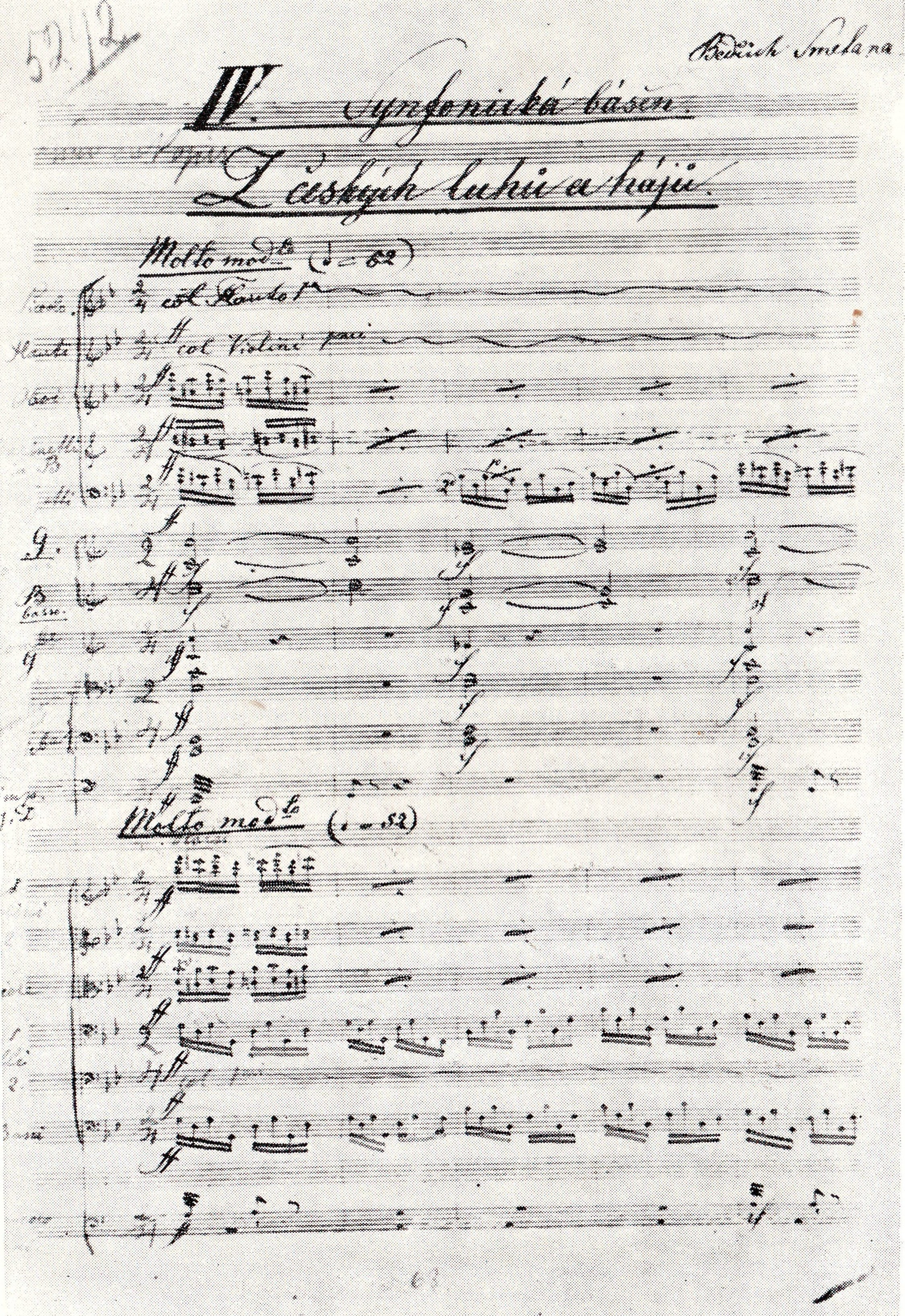
Première partition dédicacée

- Durée : environ 12 minutes. Achevé le 18 octobre 1875, et créé le 10 décembre 1878.

Z českých luhů a hájů (des forêts et prairies de Bohême) évoque de manière descriptive les paysages de Bohême.

### Tábor
- Durée : environ 13 minutes. Achevé le 13 décembre 1878, et créé le 4 janvier 1880.

Tábor est une ville de la région de Bohême-du-Sud (capitale des croisades contre les hussites). Construit sur un majestueux choral, « Vous qui êtes les combattants de Dieu », Tábor évoque divers traits du caractère du peuple hussite et en particulier de ses soldats.

### Blaník
- Durée : environ 14 min. Achevé le 9 mars 1879, et créé le 4 janvier 1880 en même temps que le poème précédent.

Blaník est une montagne légendaire, où la légende raconte qu'une importante armée de chevaliers hussites tchèques dort à l'intérieur. Ces chevaliers se réveilleront pour venir en aide à la patrie lorsqu'elle sera en grand danger, menés par saint Venceslas Ier de Bohême (souverain et saint patron de la République tchèque). Le thème de départ est le même choral que celui utilisé dans Tábor. Il est fondé sur l'espoir du développement de la Bohême. Le final fait entendre à nouveau le thème du premier Vyšehrad,, confirmant la cohésion du cycle entier.

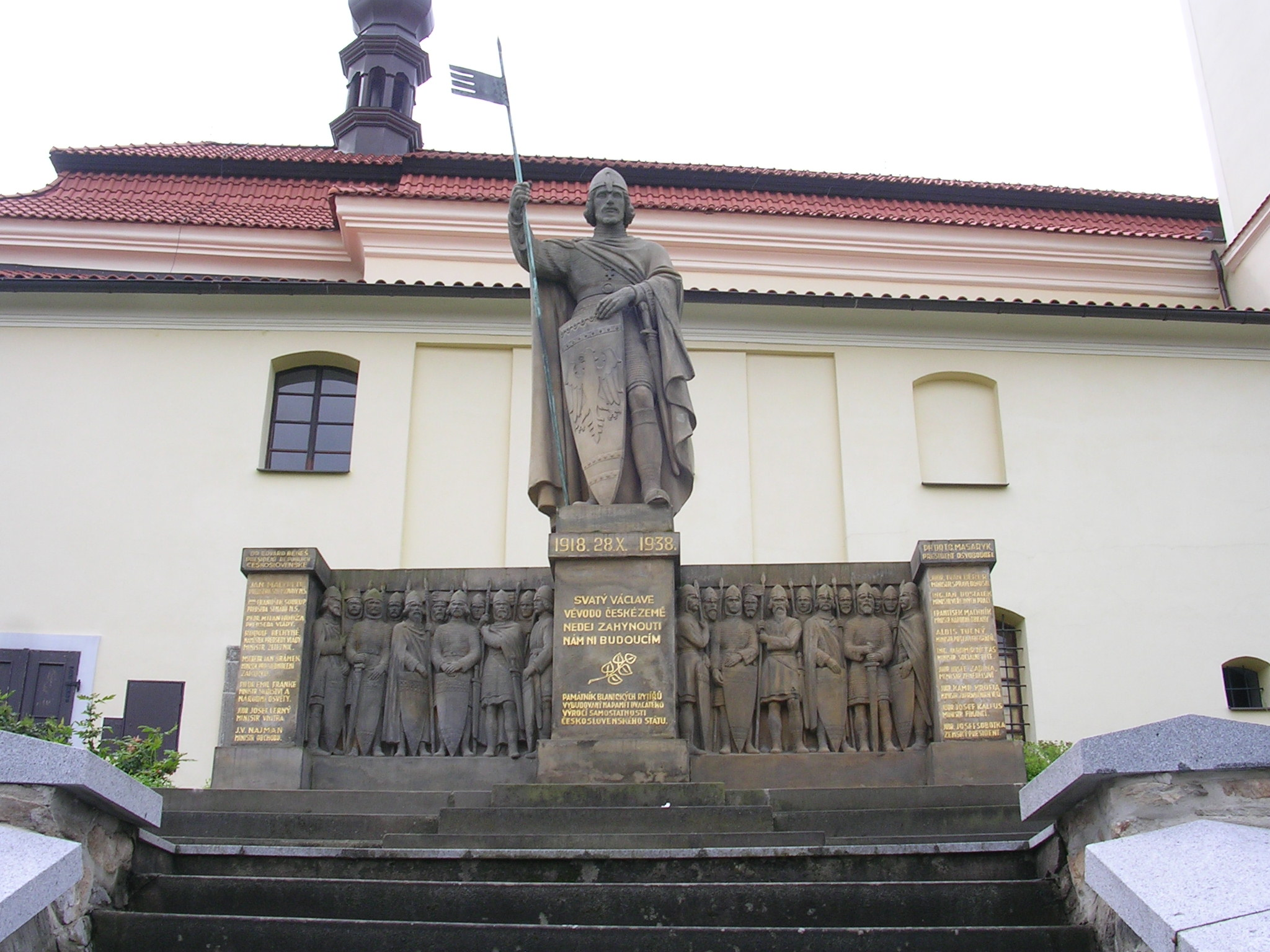
Venceslas Ier de Bohême (souverain et saint patron de la République tchèque) et ses chevaliers légendaires de la montagne Blaník.
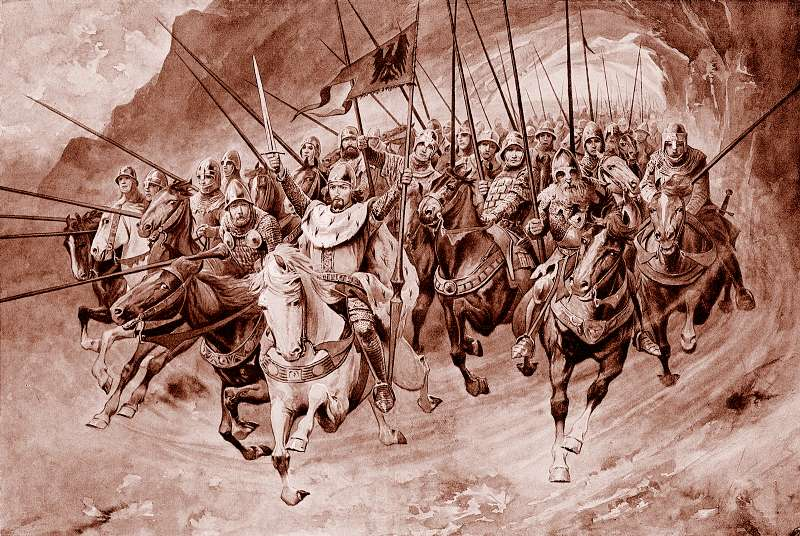
Venceslas Ier de Bohême et ses chevaliers légendaires de la montagne Blaník.

### Bases de données et dictionnaires
- Ressources relatives à la musique :   - International Music Score Library Project
  - AllMusic
  - Carnegie Hall
  - MusicBrainz (œuvres)
- Notices dans des dictionnaires ou encyclopédies généralistes :   - Britannica
  - Gran Enciclopèdia Catalana
- Notices d'autorité :   - VIAF
  - BnF (données)
  - LCCN
  - GND
  - Espagne
  - Pologne
  - Israël
  - NUKAT
  - Tchéquie
  - WorldCat